# Leptocera lutsoidea
Leptocera lutsoidea är en tvåvingeart som först beskrevs av Oswald Duda 1938.  Leptocera lutsoidea ingår i släktet Leptocera och familjen hoppflugor. Inga underarter finns listade i Catalogue of Life.